# Enric Crous i Millet
Enric Crous i Millet (Barcelona, 1947), és un directiu d'empresa català. Vinculat a diverses corporacions, va ser director general de Mercabarna i de Fira de Barcelona i del Grup Damm.

## Trajectòria
Es va llicenciar en enginyeria química a la Universitat de Barcelona, i va completar els seus estudis amb un Màster en economia i direcció d'empreses a l'IESE. Va començar la seva carrera professional al sector químic i metal·lúrgic, va dirigir Mercabarna i la Fira de Barcelona entre 1981 i 1987.
Entre altres càrrecs, presideix la Comunitat d'Usuaris d'Aigües del Delta del Riu Llobregat, és Vicepresident quart i responsable de Relacions Institucionals de l'associació Amics de la Rambla de Barcelona, forma part del Ple de la Cambra de Comerç de Barcelona en representació de les organitzacions empresarials, és vocal de la Junta Directiva d'Ecovidrio i també del Patronat de la Fundació Pere Tarrés. A Fira de Barcelona segueix formant part del Consell d'Administració i ocupa diverses posicions en consells d'empreses i corporacions. Un dels seus grans reptes al front de Damm ha sigut la competència amb els grups Mahou-San Miguel i Heineken, així com assolir la internacionalització de la Cervesa Estrella Damm. L'empresa exporta el 15% de la seva producció a 85 països.

## Premis i reconeixements
Li ha estat concedida la Creu de Sant Jordi el  2014 pels serveis que ha prestat al país des d'una manera valuosa d'entendre el mecenatge i el patrocini empresarial, contribuint destacadament al foment de diverses manifestacions culturals i esportives, del fet casteller i, molt especialment, del món de la música.